# حسن أباد (قرة باشلو)
حسن أباد (بالفارسية: حسن‌آباد) هي قرية تقع في إيران في خراسان رضوي. يقدر عدد سكانها بـ 266 نسمة .